# Expedition 15
L'Expedition 15 è stato il quindicesimo equipaggio della Stazione spaziale internazionale composto da quattro astronauti. Per la maggior parte della spedizione tuttavia erano presenti sulla stazione solo tre membri alla volta.
L'ingegnere di volo Sunita Williams è stata il primo membro a giungere sulla stazione l'11 dicembre 2006 a bordo del Discovery durante la missione STS-116. Williams faceva parte della Expedition 14, fino all'arrivo di Fëdor Nikolaevič Jurčichin che assunse il comando della stazione. Jurčichin e l'ingegnere di volo Oleg Valerievič Kotov arrivarono sulla stazione il 9 aprile 2007 a bordo della Sojuz TMA-10.
La NASA annunciò il 26 aprile 2007 che Williams sarebbe tornata sulla Terra con la missione STS-117 con l'Atlantis, invece della missione STS-118. Williams venne sostituita da Clayton Anderson, che giunse sulla stazione a bordo dell'Atlantis che attraccò il 10 giugno.
L'Expedition 15 si è conclusa ufficialmente dopo l'arrivo del comandante Peggy Whitson a bordo della Sojuz TMA-11 e il passaggio del comando con la cerimonia del 19 ottobre 2007.
Il 21 ottobre 2007, dopo la separazione della capsula Sojuz TMA-10, il controllo missione a Mosca ha riferito che la navettà è entrata in una traiettoria balistica, con un atterraggio più corto di 340 km rispetto al punto previsto in Kazakistan. L'atterraggio è avvenuto senza incidenti; esiste solo un caso precedente, durante l'atterraggio della Sojuz TMA-1 dell'Expedition 6, nel quale la navetta è rientrata con traiettoria balistica.

## Equipaggio
| Ruolo               | Aprile – Giugno 2007                    | Giugno – Ottobre 2007                   |
| ------------------- | --------------------------------------- | --------------------------------------- |
| Comandante          | Fëdor Jurčichin, Roscosmos Secondo volo | Fëdor Jurčichin, Roscosmos Secondo volo |
| Ingegnere di volo 1 | Oleg Kotov, Roscosmos Primo volo        | Oleg Kotov, Roscosmos Primo volo        |
| Ingegnere di volo 2 | Sunita Williams, NASA Primo volo        | Clayton Anderson, NASA Primo volo       |